# Bahnstrecke Kremmen–Meyenburg
| Empfangsgebäude von Wittstock (Dosse) (2013) |                                                 |                                      |                                      |
| Streckennummer (DB): | 6504                                            |                                      |                                      |
| Kursbuchstrecke (DB): | 206                                             |                                      |                                      |
| Kursbuchstrecke: | 106 (1934) 121m (1946)                          |                                      |                                      |
| Streckenlänge: | 92,5 km                                         |                                      |                                      |
| Spurweite: | 1435 mm (Normalspur)                            |                                      |                                      |
| Streckenklasse: | CE (Wittstock–Neuruppin) C4 (Neuruppin–Kremmen) |                                      |                                      |
| Maximale Neigung: | 12,5 ‰                                          |                                      |                                      |
| Streckengeschwindigkeit: | 120 km/h                                        |                                      |                                      |
| |                                                 |                                      |                                      |
| \| \| \| nach Karow \| \| \| \| 93,0 \| Meyenburg \| Meyenburg \| \| \| \| nach Pritzwalk \| \| \| \| 88,7 \| Schmolde \| Schmolde \| \| \| 83,7 \| Freyenstein \| Freyenstein \| \| \| 78,4 \| Wulfersdorf \| Wulfersdorf \| \| \| 74,2 \| Volkwig \| Volkwig \| \| \| 71,9 \| Zaatzke \| Zaatzke \| \| \| 70,4 \| Glienicke (Prign) \| Glienicke (Prign) \| \| \| 68,6 \| Jabel (Prign) \| Jabel (Prign) \| \| \| \| von Pritzwalk \| \| \| \| 65,8 \| Wittstock (Dosse) \| Wittstock (Dosse) \| \| \| \| nach Neustrelitz \| \| \| \| 60,2 \| Dossow (Prign) \| Dossow (Prign) \| \| \| 54,6 \| Fretzdorf \| Fretzdorf \| \| \| 51,1 \| Rossow (b Fretzdorf) \| Rossow (b Fretzdorf) \| \| \| 47,7 \| Darsikow \| Darsikow \| \| \| 44,1 \| Netzeband \| Netzeband \| \| \| 37,6 \| Walsleben (b Neuruppin) \| Walsleben (b Neuruppin) \| \| \| \| Graben \| \| \| \| \| Graben \| \| \| \| \| Landwehrgraben Kränzlin \| \| \| \| \| Graben \| \| \| \| \| Graben \| \| \| \| 32,1 \| Kränzlin \| Kränzlin \| \| \| \| Certaldo-Ring \| \| \| \| \| von Neustadt (Dosse) und Paulinenaue \| \| \| \| 29,1 \| Neuruppin West \| Neuruppin West \| \| \| 28,7 \| Neuruppin früher Neuruppin Hbf \| Neuruppin früher Neuruppin Hbf \| \| \| \| Klappgraben \| \| \| \| 27,6 \| Neuruppin Rheinsberger Tor \| Neuruppin Rheinsberger Tor \| \| \| 27,4 \| Anst Neuruppin Feuerlager \| Anst Neuruppin Feuerlager \| \| \| \| Ruppiner See \| \| \| \| 26,5 \| Abzw Gildenhall nach Herzberg (Mark) \| Abzw Gildenhall nach Herzberg (Mark) \| \| \| 26,4 \| Neuruppin Seedamm \| Neuruppin Seedamm \| \| \| \| Gildenhaller Allee \| \| \| \| \| Feldweg \| \| \| \| 22,9 \| Gnewikow \| Gnewikow \| \| \| \| Lichtenberg-Gnewikower Graben \| \| \| \| \| Graben \| \| \| \| \| Graben \| \| \| \| 19,2 \| Karwe \| Karwe \| \| \| \| Karwe 4 \| \| \| \| 17,0 \| Wustrau-Radensleben (zuvor Bf) \| Wustrau-Radensleben (zuvor Bf) \| \| \| \| Graben \| \| \| \| \| Fauler Graben \| \| \| \| \| Engelsgraben \| \| \| \| 11,1 \| Wall \| Wall \| \| \| \| Königsgraben / Neukammer Luchgraben \| \| \| \| \| Siebgraben \| \| \| \| 6,7 \| Beetz-Sommerfeld \| Beetz-Sommerfeld \| \| \| \| Ruppiner Kanal \| \| \| \| \| Oranienburger Weg \| \| \| \| \| nach Nauen \| \| \| \| 0,5 \| Kremmen \| Kremmen \| \| \| \| von Oranienburg \| \| \| \| \| nach Berlin \| \| |                                                 |                                      |                                      |
| Strecke |                                                 | nach Karow                           | nach Karow                           |
| Bahnhof | 93,0                                            | Meyenburg                            | Meyenburg                            |
| Abzweig ehemals geradeaus und nach rechts |                                                 | nach Pritzwalk                       | nach Pritzwalk                       |
| Haltepunkt / Haltestelle (Strecke außer Betrieb) | 88,7                                            | Schmolde                             | Schmolde                             |
| Haltepunkt / Haltestelle (Strecke außer Betrieb) | 83,7                                            | Freyenstein                          | Freyenstein                          |
| Haltepunkt / Haltestelle (Strecke außer Betrieb) | 78,4                                            | Wulfersdorf                          | Wulfersdorf                          |
| Haltepunkt / Haltestelle (Strecke außer Betrieb) | 74,2                                            | Volkwig                              | Volkwig                              |
| Haltepunkt / Haltestelle (Strecke außer Betrieb) | 71,9                                            | Zaatzke                              | Zaatzke                              |
| Haltepunkt / Haltestelle (Strecke außer Betrieb) | 70,4                                            | Glienicke (Prign)                    | Glienicke (Prign)                    |
| Haltepunkt / Haltestelle (Strecke außer Betrieb) | 68,6                                            | Jabel (Prign)                        | Jabel (Prign)                        |
| Abzweig ehemals geradeaus und von rechts |                                                 | von Pritzwalk                        | von Pritzwalk                        |
| Bahnhof | 65,8                                            | Wittstock (Dosse)                    | Wittstock (Dosse)                    |
| Abzweig geradeaus und ehemals nach links |                                                 | nach Neustrelitz                     | nach Neustrelitz                     |
| Bahnhof | 60,2                                            | Dossow (Prign)                       | Dossow (Prign)                       |
| Haltepunkt / Haltestelle | 54,6                                            | Fretzdorf                            | Fretzdorf                            |
| ehemaliger Haltepunkt / Haltestelle | 51,1                                            | Rossow (b Fretzdorf)                 | Rossow (b Fretzdorf)                 |
| ehemaliger Haltepunkt / Haltestelle | 47,7                                            | Darsikow                             | Darsikow                             |
| Haltepunkt / Haltestelle | 44,1                                            | Netzeband                            | Netzeband                            |
| Haltepunkt / Haltestelle | 37,6                                            | Walsleben (b Neuruppin)              | Walsleben (b Neuruppin)              |
| Brücke über Wasserlauf |                                                 | Graben                               | Graben                               |
| Brücke über Wasserlauf |                                                 | Graben                               | Graben                               |
| Brücke über Wasserlauf |                                                 | Landwehrgraben Kränzlin              | Landwehrgraben Kränzlin              |
| Brücke über Wasserlauf |                                                 | Graben                               | Graben                               |
| Brücke über Wasserlauf |                                                 | Graben                               | Graben                               |
| ehemaliger Haltepunkt / Haltestelle | 32,1                                            | Kränzlin                             | Kränzlin                             |
| Brücke |                                                 | Certaldo-Ring                        | Certaldo-Ring                        |
| Abzweig geradeaus und von rechts |                                                 | von Neustadt (Dosse) und Paulinenaue | von Neustadt (Dosse) und Paulinenaue |
| Bahnhof | 29,1                                            | Neuruppin West                       | Neuruppin West                       |
| Dienststation / Betriebs- oder Güterbahnhof | 28,7                                            | Neuruppin früher Neuruppin Hbf       | Neuruppin früher Neuruppin Hbf       |
| Brücke über Wasserlauf |                                                 | Klappgraben                          | Klappgraben                          |
| Bahnhof | 27,6                                            | Neuruppin Rheinsberger Tor           | Neuruppin Rheinsberger Tor           |
| ehemalige Blockstelle | 27,4                                            | Anst Neuruppin Feuerlager            | Anst Neuruppin Feuerlager            |
| Brücke über Wasserlauf |                                                 | Ruppiner See                         | Ruppiner See                         |
| Abzweig geradeaus und nach links | 26,5                                            | Abzw Gildenhall nach Herzberg (Mark) | Abzw Gildenhall nach Herzberg (Mark) |
| ehemaliger Haltepunkt / Haltestelle | 26,4                                            | Neuruppin Seedamm                    | Neuruppin Seedamm                    |
| Strecke |                                                 | Gildenhaller Allee                   | Gildenhaller Allee                   |
| Brücke |                                                 | Feldweg                              | Feldweg                              |
| ehemaliger Haltepunkt / Haltestelle | 22,9                                            | Gnewikow                             | Gnewikow                             |
| Brücke über Wasserlauf |                                                 | Lichtenberg-Gnewikower Graben        | Lichtenberg-Gnewikower Graben        |
| Brücke über Wasserlauf |                                                 | Graben                               | Graben                               |
| Brücke über Wasserlauf |                                                 | Graben                               | Graben                               |
| ehemaliger Haltepunkt / Haltestelle | 19,2                                            | Karwe                                | Karwe                                |
| Brücke über Wasserlauf |                                                 | Karwe 4                              | Karwe 4                              |
| Haltepunkt / Haltestelle | 17,0                                            | Wustrau-Radensleben (zuvor Bf)       | Wustrau-Radensleben (zuvor Bf)       |
| Brücke über Wasserlauf |                                                 | Graben                               | Graben                               |
| Brücke über Wasserlauf |                                                 | Fauler Graben                        | Fauler Graben                        |
| Brücke über Wasserlauf |                                                 | Engelsgraben                         | Engelsgraben                         |
| ehemaliger Haltepunkt / Haltestelle | 11,1                                            | Wall                                 | Wall                                 |
| Brücke über Wasserlauf |                                                 | Königsgraben / Neukammer Luchgraben  | Königsgraben / Neukammer Luchgraben  |
| Brücke über Wasserlauf |                                                 | Siebgraben                           | Siebgraben                           |
| Haltepunkt / Haltestelle | 6,7                                             | Beetz-Sommerfeld                     | Beetz-Sommerfeld                     |
| Brücke über Wasserlauf |                                                 | Ruppiner Kanal                       | Ruppiner Kanal                       |
| Brücke |                                                 | Oranienburger Weg                    | Oranienburger Weg                    |
| Abzweig geradeaus und ehemals von rechts |                                                 | nach Nauen                           | nach Nauen                           |
| Bahnhof | 0,5                                             | Kremmen                              | Kremmen                              |
| Abzweig geradeaus und ehemals nach links |                                                 | von Oranienburg                      | von Oranienburg                      |
| Strecke |                                                 | nach Berlin                          | nach Berlin                          |

Die Bahnstrecke Kremmen–Meyenburg ist eine eingleisige, nicht elektrifizierte Eisenbahnstrecke im Nordwesten Brandenburgs und die Stammstrecke der ehemaligen Ruppiner Eisenbahn AG. Sie bildet die Verlängerung der aus Berlin kommenden Kremmener Bahn und knüpft am Endbahnhof Meyenburg an die Strecke nach Güstrow an. Der nördliche Abschnitt zwischen Wittstock und Meyenburg ist seit 1967 stillgelegt und mittlerweile abgebaut. Der Abschnitt von Kremmen nach Wittstock wurde nach 2000 zur Hauptbahn.

## Streckenbeschreibung
Die Strecke beginnt in der Stadt Kremmen als Fortführung der aus Berlin kommenden Kremmener Bahn. Von dort verläuft sie nordwestlicher Richtung zunächst durch das Kremmener Luch sowie das sich anschließende Rhinluch. Vor dem Stadtgebiet von Neuruppin schwenkt die Bahn nach Westen und fädelt in die 2006 eingestellte Bahn aus Herzberg (Mark) ein. Daraufhin überquert die Bahn auf einem Damm den Ruppiner See. Das Bauwerk wurde im Frühjahr 2021 saniert. Anschließend wird die Neuruppiner Innenstadt tangiert, welche durch zwei Bahnhöfe – Neuruppin Rheinsberger Tor und Neuruppin West – erschlossen wird. Dazwischen liegt der ehemalige Neuruppiner Hauptbahnhof, der mittlerweile für den Personenverkehr geschlossen ist und nur noch betrieblichen Zwecken dient.
Hinter dem Bahnhof Neuruppin West fädelt die Bahn nach Neustadt (Dosse) aus, während die Wittstocker Bahn wieder nach Nordwesten schwenkt. Nach Durchquerung der Wittstock-Ruppiner Heide erreicht die Verbindung etwa 35 Kilometer hinter Neuruppin Wittstock, wo ein Gemeinschaftsbahnhof mit der Strecke nach Wittenberge und ins mecklenburgische Buschhof besteht. Dieser befindet sich am südlichen Rand des Wittstocker Stadtkerns.
Der letzte rund 30 Kilometer lange Abschnitt bis nach Meyenburg ist bereits stillgelegt und abgebaut. Die Bahn hat hier die Ausläufer der Mecklenburgischen Seenplatte durchquert. Die kurvige Streckenführung dieses Abschnitts hat sich grob am Verlauf der Chaussee zwischen beiden Städten orientiert.

## Geschichte

### Privatbahnzeit
Die Stadt Neuruppin erhielt bereits 1880 mit der Paulinenaue-Neuruppiner Eisenbahn einen Anschluss an das preußische Eisenbahnnetz. Die Strecke führte jedoch zunächst zur Hauptbahn Berlin–Hamburg und nahm damit in der Relation Neuruppin–Berlin einen großen Umweg in Kauf. Das südöstlich gelegene Kremmen erhielt 13 Jahre später ebenfalls Anschluss an das Netz. Es bot sich daher die Gelegenheit, die Strecke von dort auf geradem Weg bis nach Neuruppin und darüber hinaus bis Wittstock an der Strecke Wittenberge–Neustrelitz zu verlängern. Da die preußischen Staatsbahnen kein Interesse an der Bahn zeigten, wurde am 29. April 1896 die private Kremmen-Neuruppin-Wittstocker Eisenbahn-Aktien-Gesellschaft (KWE) gegründet. Diese erhielt am 25. Juni 1897 die Konzession zum Bau der knapp 65 Kilometer langen Strecke.
Nach rund anderthalbjähriger Bauzeit konnte am 16. Dezember 1898 der Güterverkehr auf der eingleisigen Strecke aufgenommen werden, der Personenverkehr folgte am 1. Februar 1899. Für den Betrieb standen zunächst vier Dampflokomotiven der Achsfolge C sowie mehrere Personen- und Güterwagen zur Verfügung.
1902 sowie 1905 wurden die Bahnanlagen in Neuruppin erweitert, um die neu eröffneten Strecken der Ruppiner Kreisbahn sowie die Zufahrtstrecke zur Paulinenaue-Neuruppiner Eisenbahn am Hauptbahnhof einzufädeln.
1912 erfolgte in zwei Schritten die Erweiterung der Bahn gen Norden. Am 1. Februar 1912 ging es von Wittstock weiter nach Freyenstein sowie am 14. April 1912 von dort aus nach Meyenburg. Eine weitere Verlängerung nach Putlitz über Krempendorf und Silmersdorf war vorgesehen. Das preußische Ministerium der öffentlichen Arbeiten erteilte 1913 eine entsprechende Genehmigung, zur Verwirklichung der Pläne kam es jedoch nicht.
1913 fusionierten die Kremmen-Neuruppin-Wittstocker Eisenbahn und die Ruppiner Kreisbahn zur Ruppiner Eisenbahn Actien-Gesellschaft (RE). Abgesehen von der nun gemeinsamen Betriebsführung änderte sich nichts am Zugangebot.
In den 1920er Jahren ersetzte die Ruppiner Eisenbahn die Dampfzüge für den Personenverkehr zunehmend durch Verbrennungstriebwagen. Diese wurden in den 1930er Jahren zum Teil bis zum Stettiner Bahnhof in Berlin durchgebunden. Ab 1937 kam es zudem zum Mischbetrieb auf der Strecke zwischen der Ruppiner Eisenbahn und der Deutschen Reichsbahn. Die Fahrtzeit eines Triebwagens zwischen Neuruppin und Berlin betrug zu dem Zeitpunkt 75 Minuten, ein Dampfzug benötigte dagegen knapp zwei Stunden für die knapp 60 Kilometer lange Strecke.

### Reichsbahnzeit
Nach dem Ende des Zweiten Weltkrieges wurde die Ruppiner Eisenbahn am 30. Oktober 1945 von der Sowjetischen Militäradministration (SMAD) beschlagnahmt und ein Jahr später, am 18. November 1946 als Provinzialbahn der Hauptverwaltung Volkseigene Betriebe unterstellt. Die Überführung in die Deutsche Reichsbahn erfolgte am 1. April 1949.
Drei Jahre später endete mit der Stilllegung des 1950 in Nordbahnhof umbenannten Stettiner Bahnhofs der durchgehende Verkehr nach Berlin. Die Züge verkehrten von da an nur noch bis Hennigsdorf, das sich unmittelbar an der Grenze zu West-Berlin befand.
Der Mischbetrieb zwischen Dampfzügen und Dieseltriebwagen wurde auch nach Kriegsende fortgeführt. In den 1960er Jahren ersetzte die Reichsbahn beide durch Schienenbusse der Baureihe VT 2.09. Im Volksmund wurden die roten Wagen oftmals als „Ferkeltaxen“ bezeichnet. Obwohl die Fahrzeuge für eine Höchstgeschwindigkeit von 90 km/h ausgelegt waren, konnten sie diese wegen des Streckenzustandes nicht ausnutzen. Nicht zuletzt führte die lange Fahrzeit (in den 1960er Jahren 75 Minuten für 27 Kilometer) am 28. Mai 1967 zur Stilllegung des Abschnitts Wittstock–Meyenburg.
In den 1980er Jahren verkehrten etwa acht Zugpaare am Tag zwischen Kremmen und Neuruppin und etwa vier bis fünf weiter nach Wittstock.

### Der „Prignitz-Express“

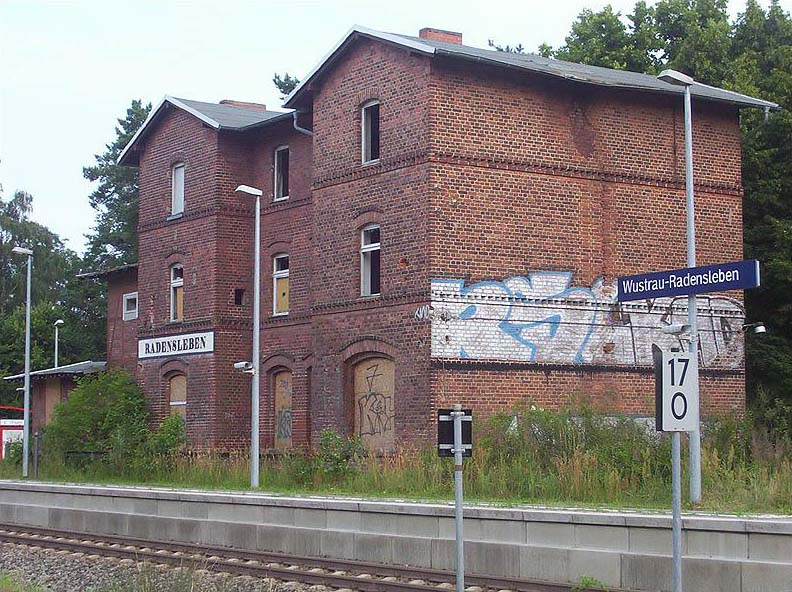
Empfangsgebäude des Haltepunkts Wustrau-Radensleben (2004)

Nach 1990 stand die Strecke zunächst sprichwörtlich „auf dem Abstellgleis“, da die im Bundesverkehrswegeplan aufgeführten finanziellen Mittel zunächst nicht für die Bahn vorgesehen waren. Erst die Kritik der brandenburgischen Landesregierung sowie von Fahrgastverbänden führte schließlich zu einem Umdenken. Die Verbindung Kremmen–Wittstock sowie die südlich beziehungsweise westlich anschließenden Verbindungen Hennigsdorf–Kremmen und Wittstock–Wittenberge wurden in das so genannte „Zielnetz“ aufgenommen und sollten unter der Bezeichnung „PrignitzExpress“ für eine maximale Höchstgeschwindigkeit von 120 km/h ausgebaut werden. Damit verbunden war der Umbau der Unterwegshalte.
Bevor die Arbeiten begannen, wurde zum 17. Dezember 1995 der Personen- und Güterverkehr auf der Strecke Kremmen–Neuruppin eingestellt und stattdessen ein Ersatzverkehr mit Omnibussen direkt bis zum Berliner Bahnhof Zoo angeboten. Baubeginn für den ersten Abschnitt bis Kremmen war am 24. Oktober 1997, der Abschnitt Kremmen–Neuruppin wurde ein Jahr später angegangen.
Am 28. Mai 2000 ging schließlich der erste Abschnitt des „Prignitz-Expresses“ bis Neuruppin in Betrieb. Es entstand zwar eine schnelle Verbindung (die Fahrzeit von Neuruppin nach Hennigsdorf verringerte sich von 83 auf 30 Minuten), dennoch kritisierten Fahrgastverbände die Umsetzung der Sanierung. So wurden mehrere Halte entlang der Strecke trotz Kritik aus den Gemeinden aufgegeben und die bestehenden Bahnhöfe auf das Minimum reduziert, teils zu Haltepunkten zurückgebaut. In Kremmen besteht beispielsweise heute nur noch ein Kopfgleis für die aus Hennigsdorf kommende Regionalbahn sowie ein Durchgangsgleis für den „Prignitz-Express“. Danach gibt es keinerlei Kreuzungsmöglichkeit mehr bis Neuruppin. Bei zu großer Verspätung mussten Züge ausfallen, um den Gegenzug aus Neuruppin nicht zu behindern. Zudem konnte der angekündigte Einsatz von Fahrzeugen der Baureihe 646 nicht zur Streckeneröffnung stattfinden, da der Hersteller Adtranz mit Lieferengpässen zu kämpfen hatte. Die Deutsche Bahn musste daher in den ersten Jahren die Baureihe 628 einsetzen.
Für den zweiten Bauabschnitt bis Wittstock (Dosse) wurde das Jahr 2001 als Eröffnungstermin genannt. Dieser Bauabschnitt ging jedoch nach mehrjähriger Bauzeit erst am 28. Februar 2005 in Betrieb. Die Fahrzeit verkürzte sich hier von 45 auf knapp 30 Minuten. Um ähnliche Kapazitätsprobleme wie beim ersten Bauabschnitt zu vermeiden, wurde nachträglich im Bahnhof Dossow eine Kreuzungsmöglichkeit geschaffen, die bei Verspätung des Zuges aus Berlin genutzt werden kann. Seit dem Umbau wird die gesamte Strecke vom ESTW in Neuruppin gesteuert.
Die Strecke wird seitdem von den Zügen der Regional-Express-Linie RE6 im Stundentakt befahren. Die Fahrzeuge der Baureihe 646 wurden 2017 durch 14 gebrauchte, aber modernisierte LINT41-Triebwagen ersetzt, die über mehr Sitzplätze und größere Mehrzweckbereiche verfügen. Weil die Decken der DB-Regio-Werkstattgebäude in Neuruppin aus dem Jahr 1936 für die Wartung der neuen Triebwagen zu niedrig waren, mussten diese umgebaut werden.
Ab Juni 2020 wurde die östliche Eisenbahnbrücke über den Seedamm in Neuruppin erneuert, die Bahnstrecke war in diesem Bereich währenddessen voll gesperrt. Für die Bauzeit entstand kurz vor der Baustelle ein Behelfsbahnsteig (Hp „Neuruppin Seedamm“) mit Bushaltestelle, um die aus Hennigsdorf kommenden Züge nicht bereits in Wustrau-Radensleben enden lassen zu müssen. Aufgrund von Problemen mit der Brückengründung musste die ursprünglich bis Dezember 2020 geplante Streckensperrung bis Ende März 2021 verlängert werden.
Die Länder Berlin und Brandenburg planen einen Streckenausbau im Rahmen der Initiative „i2030“, um Taktverdichtungen zwischen Kremmen und Neuruppin auf zwei Züge pro Stunde zu ermöglichen. Dafür sind zusätzliche Begegnungsstellen zu schaffen. Nach Abschluss der Vorplanung wurde Ende 2020 eine zugehörige Finanzierungsvereinbarung für die Entwurfs- und Genehmigungsplanung in Höhe von 5 Millionen Euro unterzeichnet. Kreuzungsgleise sind im Bereich der Stationen Kremmen und Wustrau-Radensleben vorgesehen. Ferner wird ein zweigleisiger Begegnungsabschnitt zwischen Kremmen und Beetz-Sommerfeld von 6,5 Kilometern Länge geschaffen. Weiterhin ist geplant, die Bahnsteige entlang der Strecke auf 140 Meter zu verlängern. Eine Inbetriebnahme der erweiterten Infrastruktur wird bis Mitte der 2020er Jahre angestrebt.
Im März 2024 teilte der VBB mit, dass im Rahmen des Projekts i2030 der Streckenabschnitt zwischen Hennigsdorf und Wittenberge vollständig elektrifiziert werden soll. Eine Finanzierungsvereinbarung für die Entwurfs- und Genehmigungsplanung mit einem Volumen von 24 Millionen Euro wurde unterzeichnet. Die Planung soll voraussichtlich bis 2030 abgeschlossen sein, sodass bis 2037 die Strecke vollkommen elektrifiziert ist.